# Liu Yuan
Liu Yuan (caratteri cinesi: 刘元; pinyin: Liú Yuán; Pechino, 1º gennaio 1960 – Pechino, 22 dicembre 2024) è stato un sassofonista e musicista cinese.

## Biografia
Figlio di un suonatore di suona, uno strumento a fiato tradizionale cinese, Liu iniziò a studiare lo stesso strumento fin da piccolo. All'età di otto anni iniziò a suonare in pubblico all'interno di un gruppo di bambini musicisti facente parte di un programma promosso dal governo.
Diventato adolescente, continuò gli studi di suona alla Beijing Art School, dove si diplomò all'età di 19 anni. Subito dopo entrò in un'unità di lavoro, la Beijing Song and Dance Troupe, con la quale ebbe l'opportunità di viaggiare sia all'interno della Cina che all'estero.

## Carriera
Nel 1978 e nel 1980 la troupe fece un tour in Europa, esibendosi in Romania, Francia, Svizzera e altre nazioni. Durante un tour in una città della Romania al confine con l'Ungheria, Liu venne a contatto con la musica jazz in un locale con degli amici: "C'era un gruppo musicale che si esibiva", dichiarò, "in un caffè dove siamo andati a mangiare una sera. Avevano un sassofono e strumenti del genere, e facevano jazz!"
Appassionandosi a questo genere musicale e, in particolare, al sassofono, nel 1984 Liu ne comprò uno e iniziò a suonarlo studiando su un singolo di Grover Washington Jr..
Negli anni '80, Liu fu membro fondatore del primo gruppo rock della Cina, i Qi He Ban di Cui Jian, artista considerato il padre del rock cinese ed ex compagno di Liu anche nella Beijing Song and Dance Troupe. Nel 1982, Liu suonò un pezzo strumentale per la colonna sonora del film taiwanese Dust of Angels.
Gli strumenti principali del musicista divennero quindi il sassofono tenore e quello baritono, continuando tuttavia a suonare ancora una versione modernizzata del suona in alcune canzoni con il gruppo di Cui Jian. Nella canzone del 1985 Nothing to My Name (一蕪所有; pinyin: Yì Wú Suǒ Yǒu), in particolare, face uso di un suona contemporaneo dai tasti grandi, così come nell'album di Cui del 1994 Balls under the Red Flag (红旗下的弹, Hongqi xia de Dan).
A maggio del 1999 Liu acquistò un club jazz a Pechino, chiamato CD Cafe (o CD Jazz Cafe), dove suonò regolarmente con il suo Liu Yuan Jazz Quartet. Iniziò a suonare nel Cafe a metà degli anni '90, un periodo nel quale le esibizioni pubbliche di Cui Jian e del suo gruppo vennero effettivamente vietate dal PCC. Del quartetto jazz di Liu Yuan fece parte anche un batterista giapponese, diplomato alla Berklee School of Music.
Nel 2006, Liu aprì insieme all'amico d'infanzia Li Yongxian, lo East Shore Jazz Cafe, un bar jazz nel distretto Houhai di Pechino, un locale dove ospitare artisti jazz cinesi e internazionali, e con esibizioni dello stesso Liu con il suo gruppo nei fine settimana.